# 托尼·巴尼特
托尼·巴尼特（英語：Tony Barnett，1952年6月11日—），澳大利亚男子篮球运动员。他曾随国家队参加了1976年夏季奥林匹克运动会男子篮球比赛，最终获得第八名。